# 聖ウルスラ学院英智小学校・中学校・高等学校
聖ウルスラ学院英智小学校・中学校・高等学校（せいうるすらがくいんえいちしょうがっこう・ちゅうがっこう・こうとうがっこう）は、宮城県仙台市若林区一本杉町にある小中一貫教育及び中高一貫教育 を併せて提供する私立小学校・中学校・高等学校。通称は「ウルスラ」。
キリスト教（カトリック）系の「施設分離型小中一貫校」兼「併設型中高一貫校」である。
系列校に聖ウルスラ学院英智幼稚園があり、姉妹校として八戸聖ウルスラ学院中学校・高等学校が青森県八戸市に所在する。なお、宮崎県延岡市の学校法人聖心ウルスラ学園とは直接の関係はない。

## 概要
聖ウルスラ学院英智小・中学校は、2005年に校名変更し、中学校を共学化して小中一貫教育を行う学校として新たなスタートを切った。学校内部では児童・生徒の発達を考慮し、6・3制ではなく、4・3・2制の教育段階を採用している。ただし中学校第1学年段階で新規募集を行う。2009年度からは、中高一貫教育も併せて提供している。
聖ウルスラ学院英智高等学校では、勉強に専念し国立大学への現役合格を目指す特別志学コースType1、勉強と部活の両立を図りながら大学への現役合格を目指す特別志学コースType2、様々な分野を学びながら各生徒の目的を達成することを目指す尚志コースがある。尚志コースは当初は女子のみのコースであったが、2013年度からは、部活動で全国大会出場を目指し、奨学生として各中学校から推薦された場合のみ、男子も受験・入学が可能となった。
若林区役所の東隣に位置する一本杉キャンパス内には、東北地方最大の円墳「法領塚古墳」（北緯38度14分39.4秒 東経140度54分13.1秒 / 北緯38.244278度 東経140.903639度）がある ほか、かつて伊達伯爵家邸宅 が建っていた（鍾景閣を参照）。

## 沿革
本校は、ケルンの守護聖女である聖ウルスラを守護者として、1535年に、イタリアのアンジェラ・メリチ（Angela Merici、1474年?－1540年、聖女、1807年列聖）が創設した聖ウルスラ修道会（en:Order of Ursulines、Ordo Sancti Ursulae ）を濫觴として発足している。少女の育成と教育に力を入れた修道会は、ヨーロッパ全域に女子教育機関を設立し、1639年には、現在のカナダのケベック州に、北アメリカで最初の女子教育学校を設立している。
日本にはカナダより、1936年10月15日に、メール・セント・マチルドを初めとする三名の聖ウルスラ会の修道女が訪れ、1940年に仙台市木ノ下に聖ウルスラの修道院を設立した。翌1941年には、同会最初の教育設備である「あずま幼稚園」を創設した。
終戦後の1948年より「聖ウルスラ学院家庭学校」等、複数の教育機関を設立し、1951年には、「学校法人聖ウルスラ学院」として法人認可を受けた。この後、中学校・高等学校の設立と運営も行い、2005年には、新しいコンセプトのもと小中一貫校としてのプロジェクトを進め、校名を変更して「聖ウルスラ学院英智小学校・中学校」及び「聖ウルスラ学院英智高等学校」となった。従来女子校であったが、新しい学校名のもと男女共学校となった（参照サイト）。

### 年表
- 1936年（昭和11年）- カナダより聖ウルスラ会修道女メール・セント・マチルド等3名訪日。
- 1950年（昭和25年）4月1日 - 聖ウルスラ学院小学校を木ノ下に開校。
- 1951年（昭和26年）3月11日 - 学校法人聖ウルスラ学院が認可。
- 1956年（昭和31年）4月1日 - 聖ウルスラ学院中学校を一本杉に開校。
- 1959年（昭和34年）- 聖ウルスラ学院高等学校として創立。
- 2005年（平成17年）4月1日 - 「聖ウルスラ学院英智小・中学校」及び「聖ウルスラ学院英智高等学校」に校名変更、中学校・高等学校男女共学化、小・中の制服・校章を統一、土曜登校実施、4・3・2制を行うため小学校・中学校を小中一貫校化。
- 2009年（平成21年） - 聖ウルスラ学院英智中学校及び聖ウルスラ学院英智高等学校との間で中高一貫教育を実施。
- 2012年（平成24年） - 一本杉キャンパス3号館校舎が完成、木ノ下キャンパスから小学校を移転。

## 「4-3-5」制に基づく小中高一貫教育

### 4・3・2制に基づく小中一貫教育
2004年まで、聖ウルスラ学院小学校は仙台市内の他の私立小学校と同じ初等普通教育を行っており、中学校へは必ずしもエスカレーター式で進学できるとは限らず、中学校も市内の他の私立中学校と同じく、系列高等学校との併設型中高一貫教育を行う女子校であった。2005年からはこれを抜本的に改革し、小中一貫教育校として新たに4・3・2制を採用した。

#### Firstステージ（小1-小4）
最初の4年間は、一般的に小学校での課程を私立ならではの独自のカリキュラムで行う。1年生より英語がある。

#### Secondステージ（小5-中1）
6・3制では丁度小学校の総仕上げと中学校への進学により急激に学習方式が変わるが、4・3・2制ではそれを円滑に行うため次のようなシステムになっている。
- 本来は中学校から始まる教科担任制をSecondステージの5年生から始める。
- 小中一貫教育のため、中学の新規募集で正式な中学校入学で入ったとしても、事実上は7年生に編入するのと同じようになる。
- 3年間で中学2年レベルの過程まで到達することを目標にする。

#### Thirdステージ（中2-中3）
9年間の総仕上げ及び高校への進学準備、高校1年の土台を作るために先取り学習を行う。2005年から2009年3月31日までの間は中高一貫の教育方針ではなくなったため、他の高校への進学も可能になった。
- 授業は7時限まで
- 高等学校及び大学への土台を作るためのシステム
- 各種検定試験への挑戦

### 「1-5」制に基づく中高一貫教育
2009年度から、聖ウルスラ学院英智中学校・高等学校において、中高一貫教育を再開した。聖ウルスラ学院英智小・中学校のThirdステージ(中学校の第2学年及び第3学年)及び高等学校の特別志学コースとの間で、併設型中高一貫教育を行っている。中学校第1学年での入門的基礎的共通学習の上に、中学校第2学年から高等学校の第3学年までを1つのスパンに捉えている(特別志学コースType1コースクラス及び特別志学コースType2コースクラスを設置)。

## 週6日制
現在の学習指導要領では公立学校では土曜日に授業を行うことは特区を除いて認められていない。しかし、本校では2005年度より土曜日にも普通授業を行うことで授業を無駄なく進ませることができるシステムに変更した。

## キャンパス案内

### 木ノ下キャンパス
- 所在地：〒984-0047 仙台市若林区木ノ下1-25-25（北緯38度14分59.8秒 東経140度53分49.6秒 / 北緯38.249944度 東経140.897111度）
  - 連坊駅より徒歩5分
  - 仙台駅西口バスプール5番のりばより、仙台市営バス「連坊経由薬師堂駅行き」に乗車し、「木ノ下一丁目」バス停で下車、徒歩1分

木ノ下キャンパス内には以下の施設がある。2011年度までは、小学校の全学年が当地に通っていた。
- 小・中学校グラウンド
- テニスコート
- 聖ウルスラ学院英智幼稚園
- 聖ウルスラ学院英智音楽教室
- 聖ウルスラ修道会木ノ下修道院

### 一本杉キャンパス
- 所在地：〒984-0828 仙台市若林区一本杉町1-2（北緯38度14分37.9秒 東経140度54分10.1秒 / 北緯38.243861度 東経140.902806度）
  - 薬師堂駅より徒歩9分（駅前バスターミナルより若林区役所方面の市バスあり）
  - 仙台駅西口バスプール5番のりばより、仙台市営バスの若林区役所方面に行くバスに乗車し、「若林区役所前」バス停で下車、徒歩3分

一本杉キャンパス内には以下の施設がある。小学1年生から高等学校3年生までの全学年が通う。学校法人聖ウルスラ学院本部、および、聖ウルスラ修道会管区本部もある。
- 1号館：聖ウルスラ学院英智高等学校
- 2号館
- 3号館：聖ウルスラ学院英智中学校・小学校
- 体育館
- 講堂
- 聖堂
- 同窓会館
- 聖ウルスラ修道会一本杉修道院
- 法領塚古墳（東北最大の円墳）[6][7]。

## 著名な出身者
バドミントン
- 平山優
- 高橋礼華
- 松友美佐紀
- 保原彩夏
- 野村拓海

芸能人
- 篠ひろ子
- SAICO
- ムラタメグミ
- 芹沢直美
- 武田カオリ
- 勝生真沙子

歌人
- 高橋みずほ

政治家
- 島尻安伊子